# 33 (szám)
A 33 (római számmal: XXXIII) egy természetes szám, félprím, a 3 és a 11 szorzata.

## A szám a matematikában
A tízes számrendszerbeli 33-as a kettes számrendszerben 100001, a nyolcas számrendszerben 41, a tizenhatos számrendszerben 21 alakban írható fel.
A 33 páratlan szám, összetett szám, azon belül félprím, kanonikus alakban a 31 · 111 szorzattal, normálalakban a 3,3 · 101 szorzattal írható fel. Négy osztója van a természetes számok halmazán, ezek növekvő sorrendben: 1, 3, 11 és 33.
A 33 három szám valódiosztó-összegeként áll elő, ezek az 45, a 87 és a 247.
Tizenkétszögszám. Középpontos dodekaéderszám.
A 33-as szám több pitagoraszi számhármasban szerepel, ilyenek a (33; 44; 55), a (33; 56; 65) és a (33; 180; 183) hármasok.
Az első 33 pozitív egész szám összege (vagyis a 33. háromszögszám) 561, e 33 szám szorzata (azaz a 33 faktoriálisa): 33! = 8,68331761881189 · 1036.
A 33 négyzete 1089, köbe 35 937, négyzetgyöke 5,74456, köbgyöke 3,20753, reciproka 0,030303. A 33 egység sugarú kör kerülete 207,34512 egység, területe 3421,1944 területegység; a 33 egység sugarú gömb térfogata 150 532,55359 térfogategység.
A 33 helyen az Euler-függvény helyettesítési értéke 20, a Möbius-függvényé 1, a Mertens-függvényé −3.

## A szám a társadalomtudományokban
33-ak – a Torgyán József vezetésével a kormánykoalícióból kilépett csoporttal szemben a koalíciót támogató többségi csoport (Pásztor Gyula vezetésével)

## A szám a kultúrában
A népdalban a szomorú fűzfának 33 ága van, amelyekre 33 páva szállott.
A róla szóló népdal szerint Rózsa Sándor 33 lovat lopott.
Karinthy Ferenc egyik kisregényének a címe Harminchárom.
33 az új Csillagközi romboló televíziós sorozat első részének címe.
Lin Jü-tang Az élet sója című művében felsorolta az élet 33 boldog pillanatát. Podmaniczky Szilárd ennek alapján írta A boldogság 33 pillanata című rádiójátékot.

## A szám mint sorszám, jelzés
A periódusos rendszer 33. eleme az arzén. A Messier-katalógus 33. objektuma (M33) a Triangulum-galaxis.

## A szám mint jelkép, kód
- A 33 a számmisztikában az egyik mesterszám, jelentése: Egyetemes szolgálat.
- A 33 ugyanakkor vallási erővel is bír, ugyanis a 33. életév a „Krisztusi kor”, vagyis a 33-as szám a keresztény számmisztikában a megváltást és a tökéletességet jelképezi.